# منطقه ریچموند بزرگ
منطقه ریچموند بزرگ (به انگلیسی: Greater Richmond Region) یک منطقه کلان‌شهری در ایالات متحده آمریکا است که در ویرجینیا واقع شده‌است.
مرکز آن ریچموند است. اداره مدیریت و بودجه ایالات متحده (OMB) این منطقه را به نام ریچموند نامگذاری کرده‌است، یک ناحیه آماری کلان‌شهر است، این منطقه کلان‌شهر توسط اداره سرشماری ایالات متحده و سایر نهادهای دولتی اداره می‌شود، اداره مدیریت و بودجه ایالات متحده (OMB)این منطقه را به این ترتیب معرفی می‌کند که شامل سیزده شهرستان و شهرهای اصلی مانند ریچموند، پترزبورگ، هوپ‌ول و کولونیال هایتس است. در سرشماری سال ۲۰۱۶، جمعیت آن ۱٬۲۶۳٬۶۱۷ نفر بوده‌است که رتبه چهل و پنجمین شهرستان بزرگ MSA کشور را در دست دارد.